# 灣景園

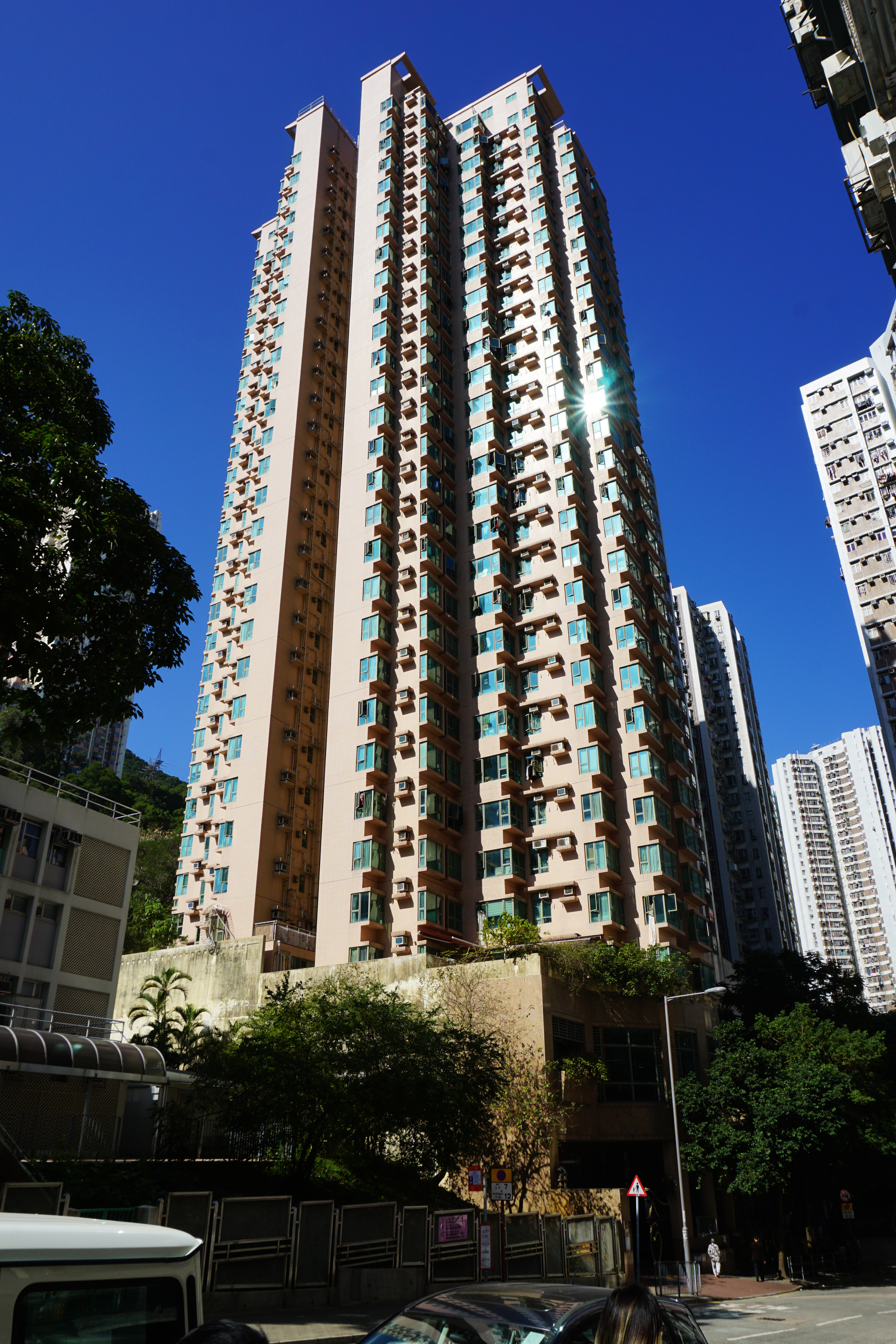
灣景園

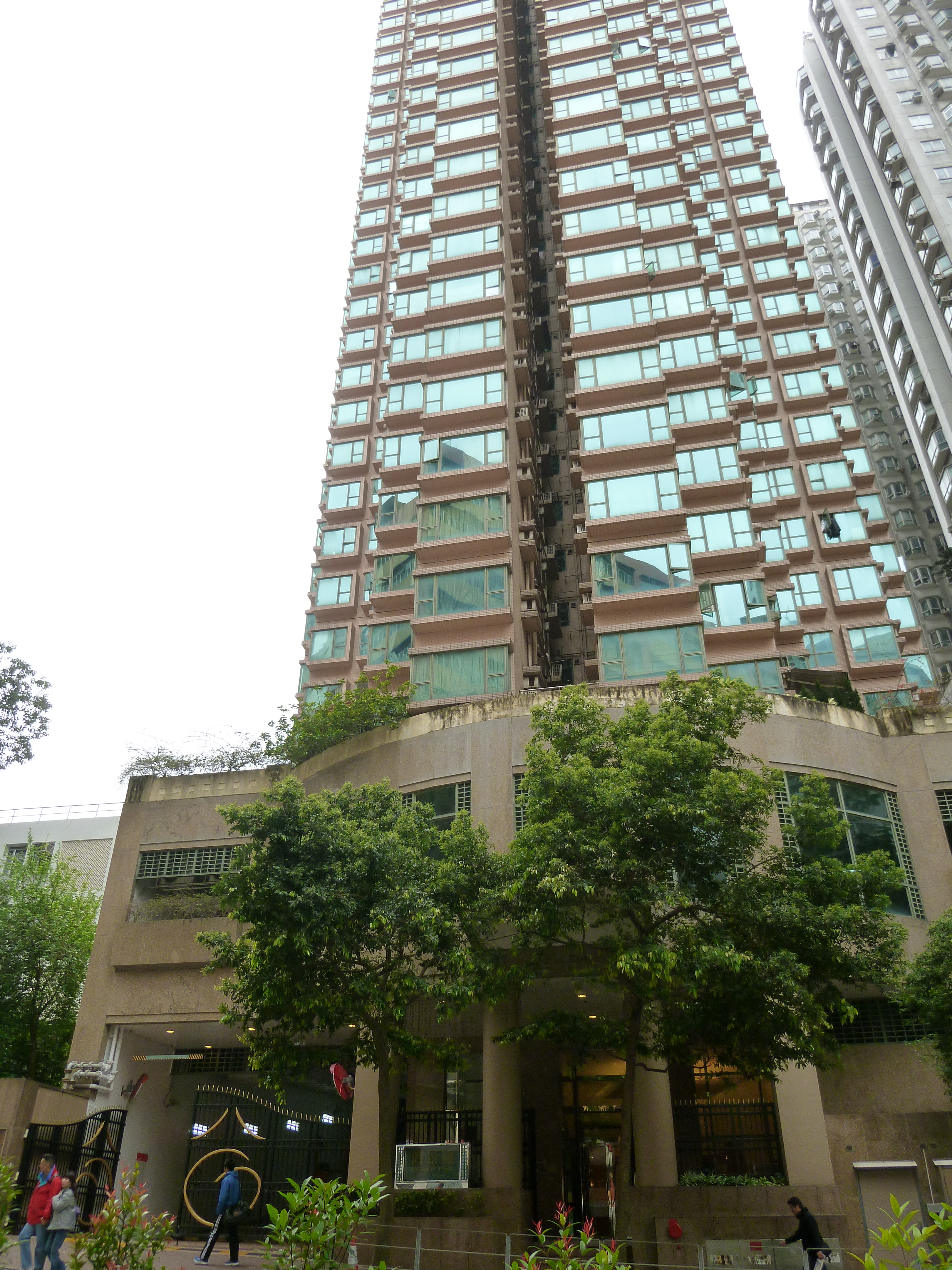
灣景園基座

灣景園（Bayview Park）位於香港柴灣康民街3號，由信和集團發展及管理，樓高32層，提供兩房兩廳、三房兩廳及豪華頂層複式連私家露臺單位可供選擇。物業承建商是香港建業，於1997年開始興建，並於1999年落成。灣景園自設停車場，並有電梯直上各層住客單位，私穩度高。
2012年，信和集團拆售樓齡12年、一直保留作收租的柴灣灣景園約100個單位，為該集團首度拆售連租約的住宅物業項目，代理預計整體均價料7500至7800元，料入場費400餘萬元，呎價約7000元起。

## 設施
灣景園會所設施包括大廈停車場、室外游泳池連男女更衣室（可用作洗手間、儲物室和浴室）、兒童嬉水池、桑拿浴室、健身室、兒童遊樂場、室內兒童遊戲室、健康舞室／多用途宴會廳。在中秋節、聖誕節等節日，會所更會舉辦派對以款待住戶。

## 外部連結
- . （原始内容存档于2001-05-04）.